# América Latina Logística S/A
A América Latina Logística (ALL) foi uma empresa brasileira de logística, sendo concessionária de ferrovias no Brasil e na Argentina. Operou a mais extensa malha ferroviária da América do Sul, sendo detentora de concessões em uma área de cobertura que alcança 75% do PIB do Mercosul, por onde passam 78% das exportações de grãos da região. Em abril de 2015, a companhia foi absorvida pela Rumo Logística como resultado do processo de fusão entre as duas empresas.

## História

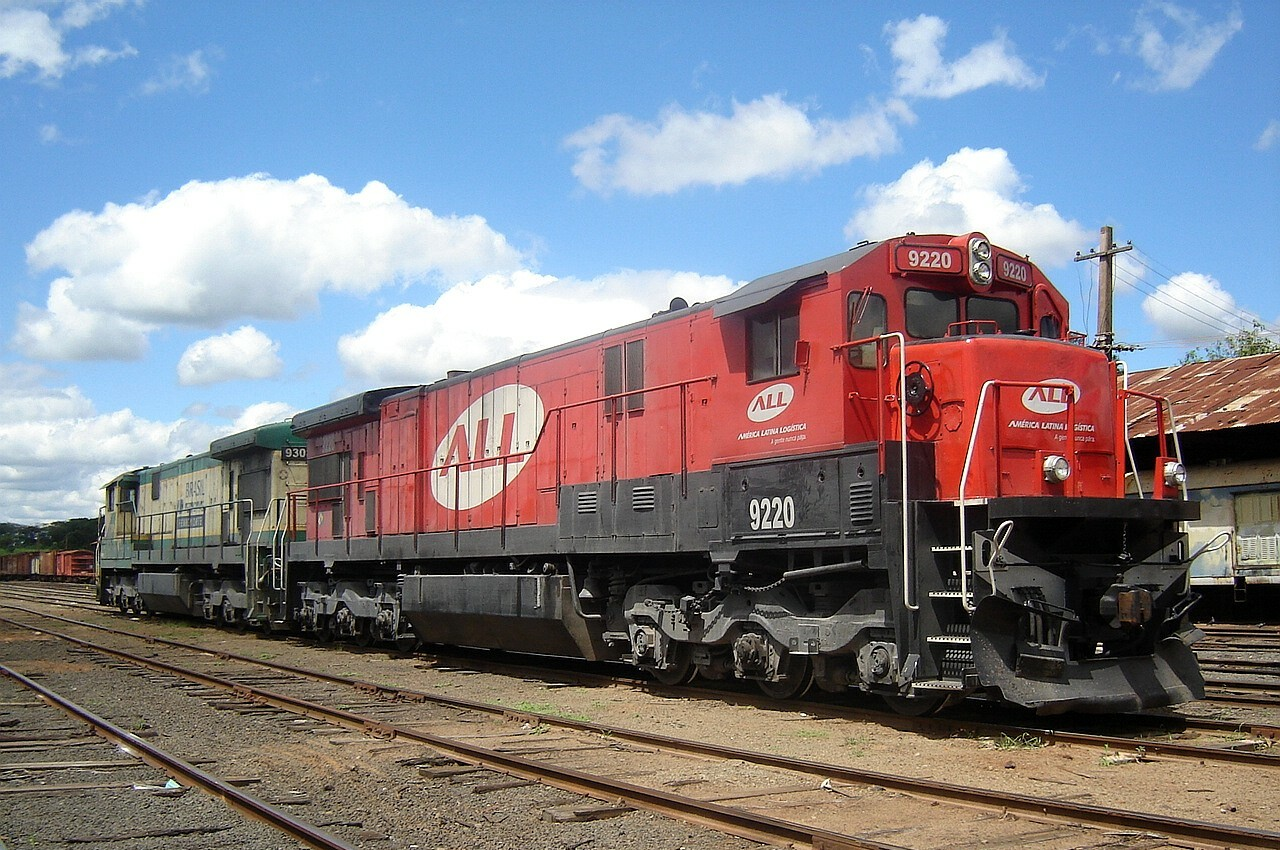
Locomotiva Diesel GE C30-7 da ALL.

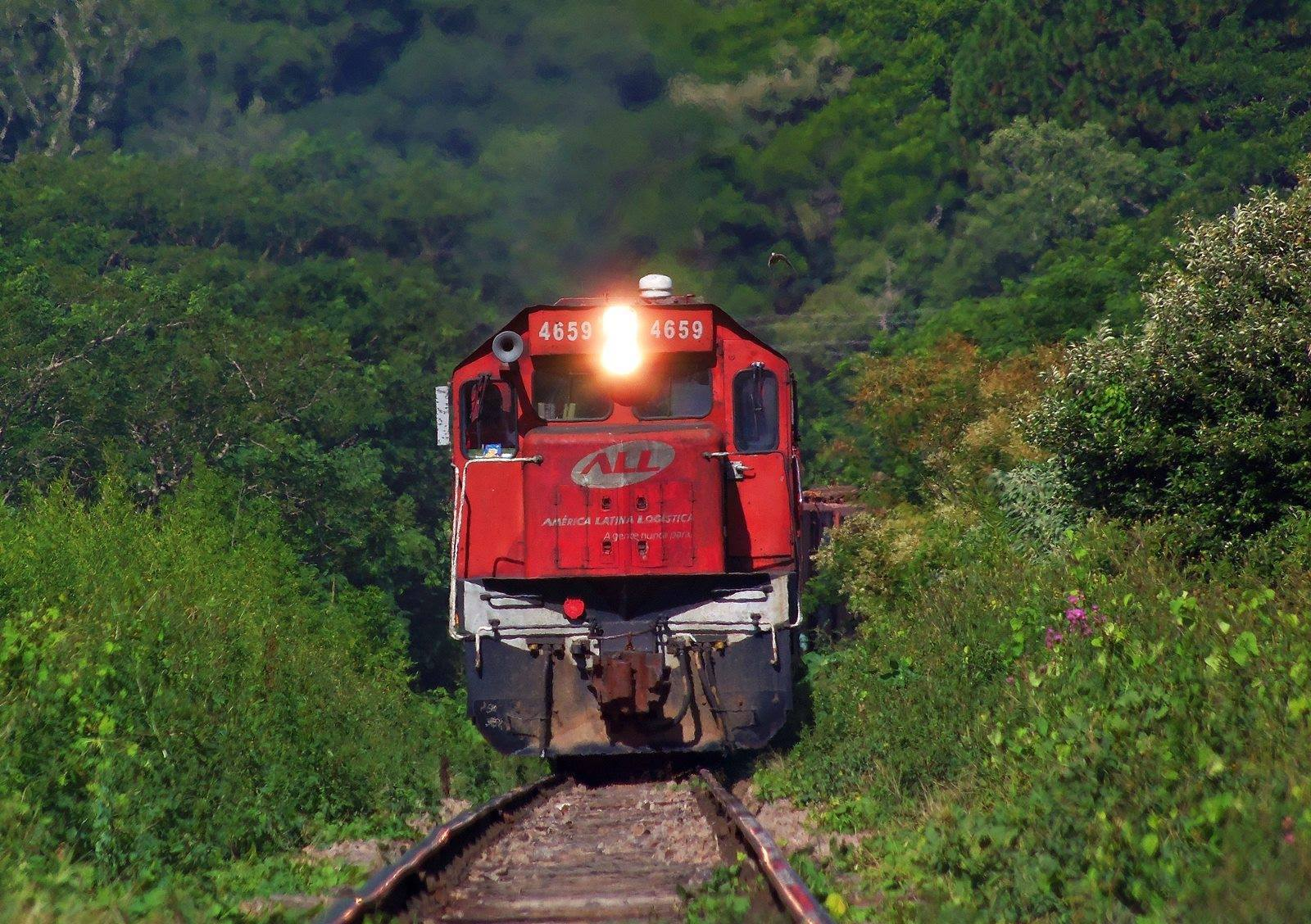
Trem de Carga indo de Santa Maria-RS à Boca do Monte.

A companhia foi fundada em 1997, como Ferrovia Sul Atlântico, uma das três primeiras companhias a assumir os serviços ferroviários no Brasil após o processo de privatização da malha ferroviária brasileira. Sua concessão se estendia entre os estados do Paraná, Santa Catarina, Rio Grande do Sul.
Em 1999, a companhia passou a adotar o nome de América Latina Logística (ALL), após adquirir concessões para explorar ferrovias nas regiões central e nordeste da Argentina, pertencentes as companhias MESO ou FMGU - Ferrocarriles Mesopotámico General Urquisa e BAP - Ferrocarriles Buenos Aires al Pacifico.
Em 2001, adquiriu a Delara, empresa de transportes rodoviários no Brasil, e ampliou seu suporte logístico.
Em 2006, com a aquisição da Brasil Ferrovias e Novoeste, passou a atuar também em áreas estratégicas do Centro-Oeste e de São Paulo, tornando-se a maior companhia de logística com estrutura ferroviária do Brasil. A compra foi feita por meio do processo de troca de ações entre os controladores das empresas.
Seus ativos passaram a abranger a Malha Norte, Malha Oeste, Malha Sul e Malha Paulista das concessões originais da RFFSA, totalizando mais de 12.000 km de extensão, dos 29 mil km de linhas férreas  existentes no Brasil, abrangendo os estados do Paraná, Santa Catarina, Rio Grande do Sul, São Paulo, Mato Grosso e Mato Grosso do Sul.

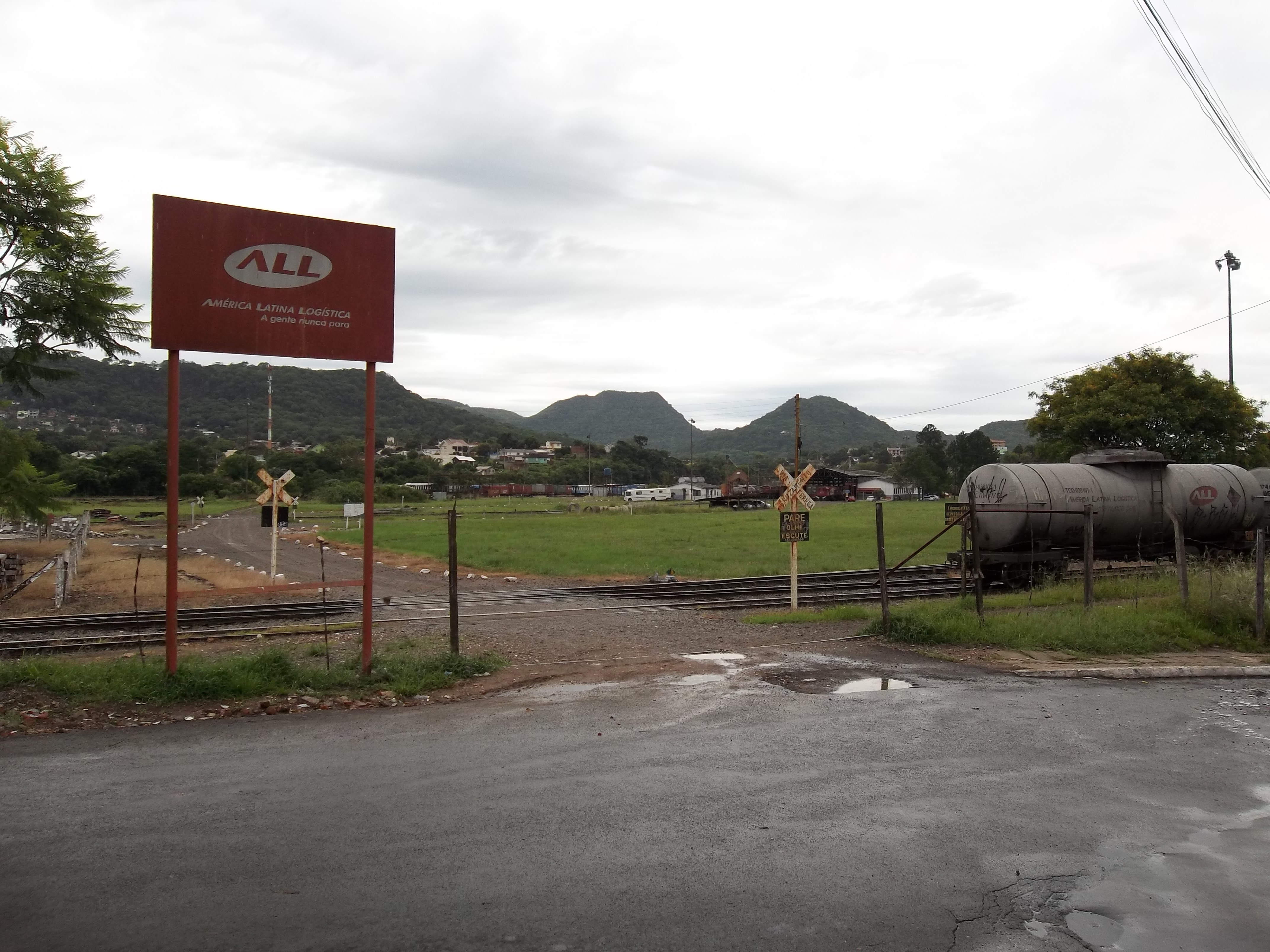
Parque de Triagem da ALL, no Itararé, em Santa Maria / RS.

Em 2010, a ALL operava a mais extensa malha ferroviária da América do Sul, com 21.300 km de extensão, sendo detentora de concessões em uma área de cobertura que alcançava 75% do PIB do Mercosul, por onde passam 78% das exportações de grãos da região, rumo a alguns dos principais portos instalados no Brasil e na Argentina. A companhia operava de forma integrada nos setores ferroviário e rodoviário, uma frota de 1070 locomotivas, 31.000 vagões, 70 Road Railers (carretas bimodais que trafegam em ferrovias e rodovias) e 1.000 veículos entre próprios e agregados, e contava com unidades localizadas em pontos estratégicos para embarque e desembarque de carga.
Com 8.470 empregados diretos, entre próprios e terceiros, e 25 mil indiretos, distribuídos por mais de 30 unidades em seis estados do país, a ALL atuou em três segmentos de negócios no transporte ferroviário: commodities agrícolas, combustíveis e produtos industrializados. Além disso, prestou serviços rodoviários, operações de terminais e armazenagem. Foi considerada a "Empresa mais admirada" no segmento de logística, segundo ranking da Revista Carta Capital.
Em julho de 2011, a ALL formou com a transportadora Ouro Verde um empreendimento conjunto na área da logística rodoviária uma nova companhia chamada Ritmo Logística, na qual a ALL teve a participação de 65% e a Ouro Verde, 35%.
Em junho de 2013, o governo argentino cancelou o contrato da ALL por violações "graves" dos contratos, ao não investir e acumular multas no valor de 30 por cento da concessão. Ate junho de 2013, operava também nas regiões de Paso de los Libres, Buenos Aires e Mendoza, na Argentina. A operação da empresa na Argentina estava sendo estrangulada por imposições do Governo estatizante de Cristina Kirchner e acabou tendo a concessão cassada sob a alegação de falta de investimentos e divida de impostos.
Em 2015, se fundiu com a Rumo Logística do Grupo Cosan, que absorveu a ALL por meio do processo de troca de ações entre seus controladores.

## UniALL
A ALL manteve uma Universidade Corporativa própria, a UniALL. Criada em 2000, com o objetivo de suprir as necessidades de formação de novos colaboradores com treinamentos técnicos e de aperfeiçoamentos característicos ao sistema ferroviário, área de atuação predominante dos serviços prestados pela companhia. A Universidade Corporativa abrigou todo o modelo de treinamento, de reciclagem e de desenvolvimento adotado na ALL.
Em 2016 passou a adotar o nome Academia RUMO, onde ha um simulador de locomotivas para treinamento de maquinistas e testes de formação de composições ferroviarias.

## Malha ferroviária
| Concessionárias              | Extensão (km) | Prazo de concessão | Area de atendimento                                     |
| ALL Malha Sul                | 5.186         | 1997 - 2027        | Paraná; São Francisco do Sul e Rio Grande do Sul        |
| ALL Malha Paulista           | 2.116         | 1998 - 2028        | Porto de Santos                                         |
| ALL Malha Norte (Ferronorte) | 4.428         | 1989 - 2079        | Mato Grosso; Mato Grosso do Sul; Minas Gerais; Paraguai |
| ALL Malha Oeste              | 1.221         | 1996 - 2026        | Porto Esperança e Rio Paraguai                          |
| Total                        | 12.951        |                    |                                                         |

## Frota de locomotivas
Essa é uma lista de algumas locomotivas que a ALL operou em seus anos de operação.
- EMD G22U

- EMD G22CU

- EMD G26CU

- EMD GT18MC

- EMD GT22CUM-1

- EMD GT26MC

- EMD GL8

- EMD G12

- EMD SD40-2

- EMD SD70ACe/45

- GE U5B

- GE U6C

- GE C30-7

- GE U20C

- GE U26C

- GE AC44i

- GE C44-9WM

- ALL UMM21C (Fabricada pela própria ALL)

- GE BB33

- GMD B12

## Presidentes
- Alexandre Kiling (1999 a 2002)
- Bernardo Hees (2002 a 2010)
- Paulo Basílio (2010 a 2012)
- Eduardo Machado de Carvalho Pelleissone (2012 a 2013 )
- Alexandre de Jesus Santoro (2013 a 2015)